# Myrianthus
Genre
Myrianthus est un genre de plantes à fleurs de la famille des Cecropiaceae ou Urticaceae selon la classification phylogénétique. Il est constitué d'arbres dioïques. Les espèces du genre Myrianthus portent un grand nombre de fleurs sur leurs inflorescences et se trouvent dans les forêts d'Afrique tropicale. 

## Liste d'espèces
Selon Catalogue of Life (3 septembre 2017) :
- Myrianthus arboreus Beauv.
- Myrianthus cuneifolius (Engl.) Engl.
- Myrianthus fosi Cheek
- Myrianthus holstii Engl.
- Myrianthus libericus Rendle
- Myrianthus preussii Engl.
- Myrianthus scandens Louis ex Hauman
- Myrianthus serratus (Trec.) Benth.

Selon GRIN (3 septembre 2017) :
- Myrianthus arboreus P. Beauv.
- Myrianthus libericus Rendle

Selon NCBI (3 septembre 2017) :
- Myrianthus arboreus
- Myrianthus holstii
- Myrianthus preussii
- Myrianthus serratus

Selon The Plant List (3 septembre 2017) :
- Myrianthus arboreus P.Beauv.
- Myrianthus cuneifolius Engl.
- Myrianthus holstii Engl.
- Myrianthus libericus Rendle
- Myrianthus preussii Engl.
- Myrianthus scandens Louis ex Hauman
- Myrianthus serratus (Trécul) Benth.

Selon Tropicos (3 septembre 2017) (Attention liste brute contenant possiblement des synonymes) :
- Myrianthus arboreus P. Beauv.
- Myrianthus cuneifolius Engl.
- Myrianthus holstii Engl.
- Myrianthus libericus Rendle
- Myrianthus preussii Engl.
- Myrianthus seretii De Wild.
- Myrianthus serratus (Trécul) Benth. & Hook. f.
- Myrianthus talbotii Rendle